# Radnice ve Warrenu
Radnice ve Warrenu je historická radnice na hlavní ulici ve Warrenu v Massachusetts. Novorenesanční budova byla postavena v roce 1900 na návrh Henryho Hyde Dwighta. Předchozí budova z roku 1879 byla těžce poškozena požárem a její plášť se stal součástí rámce pro novou budovu. Radnice byla postavena z žlutohnědých cihel a prodloužena o dalších třicet stop, takže budova je dlouhá 35 metrů a široká 17 metrů. Stará severní věže byla kompletně přestavěna a interiér budovy je zcela nový. Hlavní vstup je chráněn portikem podporovaným šesti dórskými sloupy.
Budova byla zapsána v National Register of Historic Places v roce 2001.